# Cantó de Saint-André-de-l'Eure
El cantó de Saint-André-de-l'Eure és un cantó francès del departament de l'Eure, situat al districte d'Évreux. Té 30 municipis i el cap es Saint-André-de-l'Eure.

## Municipis
- Les Authieux
- Bois-le-Roi
- La Boissière
- Bretagnolles
- Champigny-la-Futelaye
- Chavigny-Bailleul
- Coudres
- La Couture-Boussey
- Croth
- Épieds
- Ézy-sur-Eure
- La Forêt-du-Parc
- Foucrainville
- Fresney
- Garencières
- Garennes-sur-Eure
- Grossœuvre
- L'Habit
- Ivry-la-Bataille
- Jumelles
- Lignerolles
- Marcilly-sur-Eure
- Mouettes
- Mousseaux-Neuville
- Prey
- Quessigny
- Saint-André-de-l'Eure
- Saint-Germain-de-Fresney
- Saint-Laurent-des-Bois
- Serez

## Història
| Data d'elecció                           | Identitat       | Partit        | Qualitat |
| ---------------------------------------- | --------------- | ------------- | -------- |
| 1945-1964                                | M. Martin       | Divers droite |          |
| 1964-1976                                | Raymond Lhériau | Divers gauche |          |
| 1976-                                    | Andrée Oger     | PCF           |          |
| les dades anteriors no són pas conegudes |                 |               |          |
|                                          |                 |               |          |

## Demografia
| A partir de 1990: Població sense dobles comptes |